# 上井河郵便局
上井河郵便局（かみいかわゆうびんきょく）は、秋田県南秋田郡井川町にある郵便局。民営化前の分類では無集配特定郵便局であった。

## 概要
住所：〒018-1513 秋田県南秋田郡井川町黒坪字天神35-2
南秋田郡内の電話需要の増加に伴い、新たな交換設備が必要となり、1930年（昭和5年）に南秋田郡上井河村（現在の井川町）に上井河電話所を開設。電話番号1番は上井河村役場であった。
1935年（昭和10年）には上井河電話電報取扱所に改称し、電報配達業務を開始。1940年（昭和15年）、上井河村に郵便局がなかったことなどから、上井河電話電報取扱所は無集配特定郵便局に転換し、上井河郵便局になった。
1969年（昭和44年）に飯田川電報電話局と五城目電報電話局が新設されたため、当局の原点だった電話交換業務は飯田川電報電話局に、および電報配達業務は五城目電報電話局にそれぞれ移管された。

## 沿革
- 1930年（昭和5年）2月16日 - 上井河電話所として開設[1]。
- 1935年（昭和10年）12月1日 - 上井河電話電報取扱所を設置[2]。上井河電話所の廃止に伴い、取扱事務を継承[3]。
- 1940年（昭和15年）3月26日 - 上井河郵便局に改定[4]。
- 1959年（昭和34年）9月1日 - 南秋田郡井川村宇治木から同村黒坪に移転[5]。
- 1969年（昭和44年）2月23日 - 電話交換業務を飯田川電報電話局に、和文電報配達業務を五城目電報電話局にそれぞれ移管[6]。
- 2007年（平成19年）10月1日 - 民営化。
- 2012年（平成24年）10月1日 - 日本郵便株式会社発足。

## 取扱内容
- 郵便、印紙、ゆうパック、国際郵便
- 貯金、為替、振替、振込、国債
- 生命保険、バイク自賠責保険、がん保険
- ゆうちょ銀行ATM

## 周辺
- スーパーセンターアマノ井川店
- 国道285号

## アクセス
- 井川町町内巡回バス 上井河郵便局前停留所下車
- 秋田自動車道 五城目八郎潟ICから南へ約7km、昭和男鹿半島ICから北へ約9km
- 秋田県道228号北の又井川線沿い
- 駐車場あり：2台